# Стиль шотландских баронов
Стиль шотландских баронов (англ. Scottish Baronial architecture, Scots Baronial, редко Baronial style) — архитектурный стиль, зародившийся в XVI веке, здания в этом стиле напоминают средневековый замок с рыцарскими башнями или замок эпохи французского Ренессанса. Открытый писателями-романтиками XIX века, включая сэра Вальтера Скотта, этот стиль был возрождён под названием «баронский стиль» как часть неоготического движения и оставался популярным до Первой мировой войны. Широко использовался в Шотландии, немного в Ирландии (особенно в Ольстере), Канаде, Новой Зеландии и США.

## Описание
Типичным для зданий стиля являются башни, украшенные небольшими турелями. Форма крыши зубчатая, часто со ступенчатым фронтоном. Если некрупные стрельчатые окна иногда вставлены в башни и фронтоны, то большие эркерные окна из зеркального стекла часто имели отливы с навершиями и зубцами. В качестве архитектурного украшения применимы крыльцо, портик и въездная арка. В больших домах прикрепляли имитацию опускной решётки (герса) над входной дверью, окружённую геральдическими зверями и другими средневековыми архитектурными мотивами.
В данном архитектурном стиле часто строили общественные здания (например, Гимназия Абердин). Вне Шотландии жилые башни в описываемом стиле дополняли неоготику в вилле Strawberry Hill Горация Уолпола в Туикнеме. В XIX веке частные дома по тогдашней моде строились с маленькими башенками, ориентируясь на стиль шотландских баронов. В действительности архитектура нередко имела мало общего с домами-башнями, которые сохраняли свои оборонительные функции, и не представлялись достаточно комфортными для жизни XIX века.
В XX веке замки в стиле шотландских баронов заслужили репутацию архитектурного каприза. Наряду с неоготикой стиль потерял расположение приверженцев и архитекторов в начале XX века.

## XVI—XVII века
Уникальный стиль больших жилых домов в средневековой Шотландии, позже известный как стиль шотландских баронов, возник в 1560-х годах. Он сохранил многие черты замков времен первых крестовых походов и 100-летней войны, но в городок меньших масштабах построек, возводившихся в удаленных местах в нагорье, пустошах или в приграничье. Стиль предполагает жилые башни и пеле-башни, сохраняет внешнее исполнение при увеличении планировки в классической «Z-форме» на прямоугольной основе с башнями, например, Замок Коллистон (1583) и Замок Клейпотс (1569-88). Вдохновляющей была работа каменщика короля Якова I Уильяма Уоллеса, творившего с 1617 года до своей смерти в 1631 году. Уоллес в 1618 году восстанавливал обрушившееся северное крыло Дворца Линлитгоу, Уинтон Хаус для Джорджа Сетона — Третьего графа Уинтона и начал работу над госпиталем Хериот в Эдинбурге. Каменщик Уоллес выработал своеобразный стиль с использованием элементов шотландской фортификации и фламандских влияний эпохи Возрождения (например, Шато д’Анси-ле-Фран). Стиль Уоллеса заметен в замке Керлаверок (1620), Морей Хаус в Эдинбурге (1628) и замке Драмланриг (1675—1689) и был популярен, пока баронский стиль не уступил место грандиозным английским формам, ассоциирующимися с именем Иниго Джонсом в конце XVII века.

## XIX век
Неоготика в архитектуре появился под влиянием романтизма и, согласно Элвину Джексону, стиль шотландских баронов был «Каледонское прочтение готики». Первые признаки неоготики в архитектуре пришли из Шотландии. Спроектированный Уильямом Адамом Замок Инверэрей, (1746) включает турели. Преимущественно обычные палладиевы дома дополнялись внешними чертами стиля шотландских баронов. Дома Роберта Адама в этом стиле: замке Меллестейн и Вёддербён в Бервикшире, Сетон Хаус в Восточном Лотиане, замок Калейн в Эйршире (1777)
Эбботсфорд — резиденция прозаика и поэта сэра Вальтера Скотта оказал большое влияние на возрождение и распространение стиля шотландских баронов в начале XIX века. Перестроенный в 1816 году дом заимствовал элементы архитектуры XVI—XVII веков, включая зубчатые стены, ступенчатые фронтоны, остроконечные турели и навесные бойницы. Многотомник Роберта Биллингса (1813-74) «Баронские и церковные древности Шотландии» (1848—1852) помог распространению стиля. Перестройка замка Балморал в стиле шотландских баронов для королевской семьи в 1855—1858 годах подтвердила популярность стиля. Ярким образцом этого направления архитектуры является особняк Сейнт-Леонард-Холл в Эдинбурге.
В Ирландии английским архитектором Йоркской школы Джорджем Фоулер Джонсом в стиле шотландских баронов разработан проект замка Оливер на 110 комнат наподобие замка Белфаст.
Стиль распространился и в колонии Британской империи: Замок Ларнак в Данидин (Новая Зеландия). В 1890 году в Британской Колумбии построен замок Крейгдаррок для шотландского угольного барона Роберта Дансмьюира. В Торонто, Э. Ленноксом разработан Каса Лома в неоготическом стиле для канадского финансиста и промышленника Генри Пеллатта.
В Российской империи примером стиля шотландских баронов может являться Ласточкино гнездо и Воронцовский дворец в Крыму.

## Закат
Стиль шотландских баронов угас к концу XIX века, однако продолжал оказывать влияние на некоторые современные строения в Англии, Канаде, США и Австралии. Например, замок Скибо (1899—1903) был перестроен для промышленника Эндрю Карнеги Россом и Макбет. Отдельные примеры включают дома, спланированные Бэзилом Спенсом, — Бротон (1936) и Гриблох (1937-39), где сочетаются современные и шотландские элементы. 